# 移动电视
流動電視（英語：Mobile television）又稱流动电视、行动电视、手提电视，狹指以廣播方式傳送，以地理位置不固定的接收裝置為主要發送對象的電視技術。簡單來說，就是指不經行動網路或互聯網，直接在大氣電波中發送電視信号到流動裝置的技術。廣義則可以指在手持裝置上接收前面狹義所指的訊號收看電視節目，或以行動網路觀看即時串流電視節目或其他影音。
移动电视不仅能够提供传统的音视频节目，利用手机网络还可以更方便的完成交互功能，更适合于多媒体增值业务的开展。
目前移动电视的解决方案从技术角度分为两大体系，一类纯粹依赖移动电话网络进行数据传播，2.5G时代如GPRS，CDMA2000 1xRTT，3G时代如CDMA2000，WCDMA等；另一类是手机直接接收或连接附件接收数字电视地面广播信号，如DVB-T，DVB-H或MediaFLO，不占用移动电话网络。
美、日、欧等地区的公司已经在进行手机电视网的试验运行。在开放手机联盟（OMA）的支持下，摩托罗拉、NEC、诺基亚、西门子、索尼爱立信都在进行手机电视的开发。在中国大陆，中国移动和中国联通在手机通讯网上开始试运行手机电视的服务。
2004年底已经有多家手机电视的实验方案发布；2005年后期开始出现完整的手机电视应用。
3G手机电视网是开始涉足手机电视增值服务，新应用包括3G视频交友、手机电视广告和手机电视节目预告。

## 技术问题
手机电视可能存在一些明显的技术缺陷：
1. 屏幕过小：传输清晰度和观看效果有较大限制，影响消费者的使用兴趣
2. 能耗过高：使用手机电视功能，会使手机的待机时间明显缩短
3. 传输时间：使用H.264标准的手机看电视时，需要一段准备时间才能开始正常播放。使用DVB-H技术的设备没有这个问题

在傳輸時間及位置上H264的手機播放上只要一秒鐘就可轉台接收上都比DVB-H品質來得好，請參考https://web.archive.org/web/20160110064551/http://starprince.net/

## 应用问题
1. 影响交通安全：观看手机电视会分散行人及驾驶员的精力，产生交通安全隐患。
2. 不良信息发布：采用H.264标准的手机电视允许有很多流媒体服务商，对情色等不良信息需要有必要的控制措施。